# Sturla Ásgeirsson
Sturla Ásgeirsson (Reikiavik, 20 de julio de 1980) es un exjugador de balonmano islandés que ganó una medalla de plata para Islandia en los Juegos Olímpicos de Verano de 2008.
Además, en 2010, conquistó la medalla de bronce en el Campeonato de Europa de 2010 celebrado en Austria.